# Ada M. Coe
Ada M. Coe (Milford Center, Ohio 1 de diciembre de 1890 - Warren, Pensilvania, 13 de diciembre de 1983) fue una hispanista y profesora universitaria estadounidense.

## Trayectoria profesional
Coe pasó su infancia en Warren, Pensilvania. Asistió a Universidad Wesleyana de Ohio y se graduó Phi Beta Kappa en el Mount Holyoke College en 1913. Fue instructora en el Colegio Internacional de Barcelona entre 1913 y 1916. Coe llegó a Wellesley en 1917 como instructora. En 1918, introdujo el primer curso de Literatura Hispanoamericana que se enseñó en una universidad de la Costa Este. Coe recibió su maestría de Wellesley College en 1922. Continuó con su trabajo de posgrado en la Universidad de Columbia, la Universidad de Toronto y la Universidad de Madrid.
Coe fue progresando en el escalafón de la facultad, llegando a ser profesora asistente en 1924, profesora asociado en 1935 y profesora titular en 1947. Se desempeñó como jefa de departamento entre 1936-1937 y 1951-1956. Se jubiló de Wellesley College en 1956. Un año más tarde fue elegida miembro de pleno derecho de la Hispanic Society of America.
Ada M. Coe murió el 13 de diciembre de 1983, en Warren, Pensilvania.